# تشارلز غرافييه، كونت دي فيرجين
تشارلز غرافييه، كونت دي فيرجين (بالفرنسية: Charles Gravier de Vergennes)‏ (29 ديسمبر 1719 - 13 فبراير 1787) رجل دولة فرنسي ودبلوماسي. شغل منصب وزير الخارجية من عام 1774 في عهد لويس السادس عشر ، لا سيما خلال حرب الاستقلال الأمريكية.
ارتقى فيرجينز إلى صفوف السلك الدبلوماسي أثناء التعيينات في البرتغال وألمانيا قبل أن يتسلم منصب المبعوث المهم إلى الإمبراطورية العثمانية في عام 1755. بينما كان هناك أشرف على المفاوضات المعقدة التي نتجت عن الثورة الدبلوماسية قبل في عام 1768. بعد مساعدة فصيل مؤيد لفرنسا لتولي السلطة في السويد ، عاد إلى بلاده وتم ترقيته إلى وزير الخارجية.
كان فيرجينيس يأمل أنه من خلال تقديم المساعدات الفرنسية للمتمردين الأمريكيين ، سيكون قادرًا على إضعاف هيمنة بريطانيا على المسرح الدولي في أعقاب فوزها في حرب السنوات السبع. وقد أسفر ذلك عن نتائج متباينة ، على الرغم من ضمان الاستقلال الأمريكي ، فقد تمكنت فرنسا من الحصول على مكاسب مادية قليلة من الحرب ، في حين أن تكاليف القتال أضرت بالموارد المالية الوطنية الفرنسية في الفترة التي سبقت الثورة. واستمر ليكون شخصية مهيمنة في السياسة الفرنسية خلال ثمانينيات القرن التاسع عشر.

## النشأة
ولد تشارلز غرافيير في ديجون ، فرنسا في 29 ديسمبر 1719. كانت عائلته أعضاء في الطبقة الأرستقراطية في البلاد. قضى شبابه في منزل في ديجون وعلى ممتلكات الأسرة في البلاد. كان لديه أخ أكبر جان غرافييه، ماركيز دي فيرجين ، ولد في عام 1718 ، والذي ورث في نهاية المطاف العقارات العائلية. توفيت والدته عندما كان في الثالثة من عمره ، وتزوج والده لاحقًا. تلقى فيرجين تعليمه من اليسوعيين في ديجون. في عام 1739 ، في سن العشرين ، قبل عرضًا بالذهاب إلى لشبونة كمساعد لـ ثيودور شيفينارد دي شافيني الذي تمت الإشارة إليه على أنه «عمه» ، ولكنه كان في الحقيقة أكثر قريب بعيد. كان تشافيني دبلوماسيًا خبيرًا و عميل سري تم تعيينه سفيراً لـ البرتغال.

## روابط خارجية
- تشارلز غرافييه، كونت دي فيرجين على موقع الموسوعة البريطانية (الإنجليزية)